# Uzh (Pripjat)
Uzh (ukrainsk: Уж) er en flod, en højre biflod til Pripjat, som munder ud i Kyivreservoiret, i det centrale Ukraine. Det har udspring i Zjytomyr oblast (provins) i det nordlige Ukraine, og løber derefter kortvarigt nær Bjarézinas delta. Uzh flyder derefter, nær byen Tjernobyl i Kyiv oblast, ind i Pripjat.

## Egenskaber
Den er 256 km lang og den har et afvandingsområde på 8.080 km2. Den fryser til om vinteren og tøer først op i slutningen af marts, og den får meget af sin vandforsyning fra tøbruddet.

## Beliggenhed
Byerne Korosten og Tjernobyl ligger ved Uzh-floden.